# Censo chileno de 1865
El IV Censo Nacional de Población de Chile fue realizado el 19 de abril de 1865 y dirigido por Santiago Lindsay, director nacional de la Oficina Nacional de Estadísticas, quien intentó buscar mecanismos nuevos para el levantamiento de información desde el censo anterior. Se persistió en la búsqueda de persuasión que estimulara la participación ciudadana, lo cual dio resultado gracias al afianzamiento de la nacionalidad, tras las guerras que Chile sostuvo contra la Confederación Peruano-Boliviana (1836-1839) y contra España (1865-1866), que solventaron el sentimiento patriótico.
El trabajo se potenció con intendentes y gobernadores, se encauzaron los esfuerzo bajo la idea de cumplir con un servicio a la patria. Se les instruye también en el uso del instrumento: cada formulario es explicado al detalle, tanto en su composición como en la forma del llenado, resguardando se cumpliese con la idea de uniformidad consagrada en los cuestionarios rígidos, de pregunta y respuesta cerrada.

## Resultados generales
| Población total | 1 824 358 | 100  |
| Total Hombres   | 908 701   | 49,8 |
| Total Mujeres   | 915 657   | 50,2 |

| Alfabetos           | 304 826   | 16,7 |
| Hombres Alfabetos   | 184 466   | 20,3 |
| Mujeres Alfabetas   | 120 360   | 13,8 |
| Analfabetos         | 1 519 532 | 83,3 |
| Hombres Analfabetos | 724 235   | 79,2 |
| Mujeres Analfabetas | 795 297   | 86,2 |

## Fuente
- Censo de 1865 - INE
- Sobre el Censo de Población de 1865, consultar la obra de la historiadora Jenny Monsalve Neira: Retratos de nuestra identidad: Los censos de población en Chile y su evolución histórica hacia el Bicentenario publicado por el Instituto Nacional de Estadísticas en el año 2009: [Publicación "Retratos de nuestra identidad", en la biblioteca del Congreso Nacional: https://obtienearchivo.bcn.cl/obtienearchivo?id=documentos/10221.1/11200/1/Retratos%20de%20nuestra%20identidad.pdf

- Datos: Q5558800